# リック・スタイナー
リック・スタイナー（Rick Steiner、本名：Robert Rechsteiner、1961年3月9日 - ）は、アメリカ合衆国のプロレスラー。ミシガン州ベイシティ出身。WCW、WWFなどで活躍した。息子はWWEスーパースターのブロン・ブレイカー。
レスリング選手出身であることをキャラクターに活かし、スタジアムジャンパーとショルダータイツをコスチュームに、イヤーガードを付けたまま試合を行った。その風貌とファイトスタイルから、ドッグ・フェイスド・グレムリン（The Dog-Faced Gremlin）の異名で呼ばれた。

## 来歴
ミシガン大学ではレスリングの選手として活躍し、1983年のビッグ・テン・カンファレンスでは第2位の成績を収めた。同じミシガン州出身のジョージ・スティールの紹介でミネソタ州のエディ・シャーキーのもとでトレーニングを積み、1984年にプロレスラーとしてデビュー。
ミネソタのAWA、カナダのモントリオール地区を転戦後、1986年よりビル・ワットが主宰するミッドサウス地区のUWFに参戦。翌1987年2月、当時ミッドサウス地区との提携ルートを持っていた新日本プロレスに初来日し、スティーブ・ウィリアムスと組んでIWGPタッグ王座決定リーグ戦に出場。アントニオ猪木&藤波辰巳、前田日明&高田伸彦などのチームと対戦し、前田とのシングルマッチも行われた。帰国後の4月12日には、若手ヒール時代のスティングとのコンビでテリー・テイラー&クリス・アダムスを破り、UWF世界タッグ王座を獲得している。
ワットがNWAミッドアトランティック地区のジム・クロケット・プロモーションズにUWFを売却すると、スティングやジム・ロスらと共に同プロへ移籍。1987年末にマイク・ロトンドらと大学のレスリング・チームをモチーフとしたヒールのユニット、バーシティ・クラブを結成するが、1988年9月に仲間割れしてベビーフェイスに転向。12月26日にはロトンドからNWA世界TV王座を奪取した。

クロケット・プロがWCWに買収されてからは、1989年より実弟のスコット・スタイナーとのスタイナー・ブラザーズで活躍。同年11月1日、ファビュラス・フリーバーズ（マイケル・ヘイズ&ジミー・ガービン）を下してミッドアトランティック版のNWA世界タッグ王座（後のWCW世界タッグ王座）を獲得した。
1991年3月21日、スコットとのスタイナー・ブラザーズとして新日本プロレスの東京ドーム大会に出場し、馳浩&佐々木健介からIWGPタッグ王座を奪取。以降も新日本への参戦を続け、1992年6月26日には日本武道館でビッグバン・ベイダー&クラッシャー・バンバン・ビガロを破り、同タッグ王座に返り咲いた。
1992年末、WCW新副社長ビル・ワットとの軋轢からWCWを離脱し、兄弟揃ってWWF（現：WWE）へ移籍。引き続きタッグチームとして活動し、1993年6月14日にテッド・デビアス&IRSからWWF世界タッグ王座を奪取した。WWFではブレット・ハート&オーエン・ハートとの兄弟チーム対決も行われている。1994年のWWF退団後は、新日本プロレスやECW（レイヴェン&スティービー・リチャーズらと対戦）を経て、1996年にWCWへ復帰した。
その後もスコットとのタッグで活動し、ハーレム・ヒート（スティービー・レイ&ブッカー・T）やアウトサイダーズ（ケビン・ナッシュ&スコット・ホール）とWCW世界タッグ王座を争った。1998年にスコットがヒールターンしてnWoに加入すると、スタイナー・ブラザーズを解散して兄弟抗争をスタートさせた。
2001年2月5日にはシェーン・ダグラスを破りWCW USヘビー級王座を獲得したが、翌月末にWCWが崩壊してからはTNAやインディー団体を中心に活動。日本の団体への参戦も続け、2004年7月にはプロレスリング・ノアへ登場、8月1日に愛知県体育館にて池田大輔からWLW世界ヘビー級王座を奪取した。
2006年5月より再度TNAに出場。同年に予定されていたスコットとの兄弟チーム再結成は遅れるも、2007年5月に行われたPPV "サクリファイス" にてスコットの試合後に登場し、スタイナー・ブラザーズを復活させた。以降はチーム3Dと抗争を展開、ブードゥー・キン・マフィアことニュー・エイジ・アウトローズとも対戦している。
2008年1月4日、スコットと共に新日本プロレスに久々に来日。かつてIWGPタッグを奪取した東京ドームにて、ジャイアント・バーナード&トラヴィス・トムコが保持する同王座に挑戦した。同年にTNAを離脱し、以降はインディー団体を主戦場としている。
2022年4月1日、スタイナー・ブラザーズとしてWWE殿堂に迎えられた。

## 得意技
ジャーマン・スープレックス
カール・ゴッチらの美しいブリッジで相手をホールドするスープレックスとは異なる、投げっ放し式のスープレックスを多用。
途中でクラッチをほどき、相手を軽々と放り上げるようにして投げ捨てるこの技は日本においても流行し、日本人レスラーでも投げ放し式スープレックスを使う選手が増えることとなった。しかしゴッチからは、スタイナーが投げ放し式を多用するのは単にクラッチ、ブリッジが上手くないからだと指摘されている。山本小鉄によれば、スタイナーは膝が悪いため最後までブリッジすることができず、このような形になったという。
ブルドッギング・ヘッドロック
コーナートップからダイビング式で放つものは特にスタイナー・ブルドッグと呼ばれる。
スコットが肩車した相手にダイビング式で放つ合体式も存在する。
スタイナー・ライン
スタイナー兄弟のラリアットの総称。スコットもこの名で使用する。
スタイナー・ドライバー
デスバレー・ボムと同型。スコットが使用するフリップ・スープレックスの別名称とは同名・別技。
ベリー・トゥー・ベリー
ミリタリー・プレス・スラム

## 獲得タイトル
UWF
- UWF世界タッグ王座 : 1回（w / スティング）[5]

NWA
- NWA世界TV王座（ミッドアトランティック版） : 1回[7]
- NWA世界タッグ王座（ミッドアトランティック版） : 1回（w / スコット・スタイナー）[8]
- NWA USタッグ王座（ミッドアトランティック版） : 2回（w / エディ・ギルバート、スコット・スタイナー）[20]

WCW
- WCW世界タッグ王座 : 7回（w / スコット・スタイナー×6、ケニー・カオス）[13]
- WCW世界TV王座 : 2回[7]
- WCW USヘビー級王座 : 1回[16]

WWF
- WWF世界タッグ王座 : 2回（w / スコット・スタイナー）[10]
- WWE殿堂 : 2022年（スタイナー・ブラザーズとして）[18][19]

新日本プロレス
- IWGPタッグ王座 : 2回（w / スコット・スタイナー） [9]

WLW
- WLWヘビー級王座 : 1回[21]

SCW
- SCWヘビー級王座 : 1回

その他
- NWAミッドアトランティック・タッグ王座 : 2回（w / テリー・テイラー、スコット・スタイナー） ※2000年代のインディー版